# AN/PEQ-5
L'AN/PEQ-5 è un mirino laser prodotto dalla Insight Technology.
Il dispositivo è un military standard e proietta un punto rosso visibile; è la versione civile del mirino utilizzato dalle forze armate degli Stati Uniti AN/PEQ-2.
Il mirino può essere montato su armi dotate di Picatinny rail, ed utilizza solo un laser rosso; manca infatti la radiazione infrarossa presente nel modello AN/PEQ-2.